# Портрет Александра Петровича Кутузова
«Портрет Александра Петровича Кутузова» — картина Джорджа Доу и его мастерской, из Военной галереи Зимнего дворца.
Картина представляет собой погрудный портрет генерал-майора Александра Петровича Кутузова из состава Военной галереи Зимнего дворца.
К началу Отечественной войны 1812 года полковник Кутузов командовал батальоном в лейб-гвардии Измайловском полку. Во время Бородинского сражения принял командование над всем полком, а затем возглавил 2-ю бригаду гвардейской пехотной дивизии. В кампании 1813 года в сражении под Лютценом был тяжело контужен и оставил армию, за боевые отличия произведён в генерал-майоры. По излечении вернулся в действующую армию вскоре после взятия Парижа.
Изображён в генеральском вицмундире, введённом для пехотных генералов 7 мая 1817 года. Слева на груди звезда ордена Св. Анны 1-й степени; на шее крест ордена Св. Владимира 3-й степени; справа на груди крест ордена Св. Георгия 4-го класса и серебряная медаль «В память Отечественной войны 1812 года» на Андреевской ленте. С тыльной стороны картины надпись: Кутузовъ. Подпись на раме: А. П. Кутузовъ, Генералъ Маiоръ.
7 августа 1820 года Комитетом Главного штаба по аттестации Кутузов был включён в список «генералов, заслуживающих быть написанными в галерею» и 21 февраля 1822 года император Александр I приказал написать его портрет, 22 июня 1822 года Александр I вновь отдал приказ о написании портрета Кутузова, но неделей раньше, 14 июня, Доу писал в Инспекторский департамент Военного министерства о полной готовности портрета. Кроме того, фактическое решение о написании портрета Кутузова было принято ещё до того, как император отдал публичный приказ, поскольку гонорар Доу был выплачен 20 апреля 1821 года. Готовый портрет поступил в Эрмитаж 7 сентября 1825 года. Поскольку Кутузов скончался в начале осени 1817 года, ещё до приезда Доу в Россию, то художник для работы над галерейным портретом воспользовался портретом-прототипом, этот прототип современным исследователям неизвестен.
В 1840-е годы в мастерской К. Крайя по рисунку с портрета была сделана литография, опубликованная в книге «Император Александр I и его сподвижники» и впоследствии неоднократно репродуцированная.